# People Are Strange (film)
Pour les articles homonymes, voir People Are Strange (homonymie).
Pour plus de détails, voir Fiche technique et Distribution.
People Are Strange est un film français réalisé par Julien Hallard et sorti en 2014.

## Fiche technique
- Titre : People Are Strange
- Réalisation : Julien Hallard
- Scénario : Julien Hallard
- Photographie : Benoît Soler
- Son : Nicolas Paturle - Raphaël Hénard (mixage)
- Montage son : Julien Roig
- Décors : David Faivre
- Montage : Jean-Christophe Bouzy
- Société de production : Les Films Velvet
- Pays de production :  France
- Durée : 20 minutes
- Date de sortie : France - 15 juillet 2014[1]

## Distribution
- Franc Bruneau : Julien
- Esteban : Aldo
- Mathilde Bisson : Mathilde
- Martine Schambacher : la mère
- François Chattot : le père
- Camille Rutherford : la touriste anglaise
- Julien Hallard : Jim Morrisson
- Alexandre Tabet (voix)

## Sélections
- Festival international du court métrage de Clermont-Ferrand 2015[2]
- Festival du premier film francophone de La Ciotat 2015[3]
- Festival Interfilm de Berlin 2015[4]
- FILMETS Badalona Film Festival 2016[5]